# Богатырёв, Сергей Георгиевич
Сергей Георгиевич Богатырёв (1929—1995) — советский хозяйственный, государственный и политический деятель. Лауреат Государственной премии СССР.

## Биография
Родился в 1929 году в Кировской области. Член КПСС.
С 1953 года — на хозяйственной, общественной и политической работе. В 1953—1994 гг. — мастер, начальник мастерской производства Казанского порохового завода, секретарь парткома завода, секретарь Кировского райкома КПСС города Казани, заведующий отделом легкой промышленности и торговли Татарского обкома КПСС, генеральный директор Казанского НПО имени В. И. Ленина.
За комплексное решение проблемы очистки кислотных газовых выбросов был в составе коллектива удостоен Государственной премии СССР в области техники 1991 года.
Умер в Казани в 1995 году.